# Ipomoea vernalis
Ipomoea vernalis är en vindeväxtart som beskrevs av R. E. Fries. Ipomoea vernalis ingår i släktet praktvindor, och familjen vindeväxter. Inga underarter finns listade i Catalogue of Life.